# 魔法少女奈葉Reflection
《魔法少女奈葉Reflection》（日语：／ Mahō Shōjo Ririkaru Nanoha Rifurekushon ）是「魔法少女奈葉系列」第3部動畫電影作品。日本於2017年7月22日上映；臺灣於2017年11月17日上映；香港於2017年11月16日上映，優先場於2017年11月11日上映。

## 簡介
在了無生機的埃爾特里亞星球上，僅居住著弗洛利安家族，他們是由一對致力於星球再生計畫的科學家夫婦及兩位女兒所組成，但是因為父親病倒，而使得行星再生計畫必須中止，因此，妹妹琦莉耶決定前往遙遠異世界尋找治療父親及行星再生的希望，即便在姐姐阿米蒂埃阻撓下，琦莉耶和兒時玩伴伊莉絲一同前往那個被稱為「地球」的異世界--日本尋求希望為了能夠找到實現行星再生的「鑰匙」，琦莉耶及伊莉絲他們遇見了 3 名少女：分別為「高町奈葉」、「菲特・T・哈洛溫」和「八神疾風」。而她們的相遇，將開始一場以兩個星球命運及兩個世界為賭注的戰鬥！
埃爾特利亞行星因荒廢而靜靜地邁向滅亡。留在這片瀕死土地的弗洛利安家族，其成員包含了懷抱「行星再生」夢想而不斷研究的研究員夫妻，以及兩個女兒阿米蒂埃、琦莉耶。然而由於父親葛蘭茲‧弗洛利安突然病倒，行星再生的夢想也隨之破滅，琦莉耶因此想去「遙遠的異世界」尋求拯救父親與讓行星再生的希望。姊姊‧阿米蒂埃雖然試著阻止琦莉耶，但琦莉耶絲毫不為所動，與兒時的摯友伊莉絲一起啟程前往遙遠的異世界。他們的目的地是「地球」這星球的遠東地區島國——日本。

## 工作人員
原作、腳本：都築真紀
監督：濱名孝行
人物設定：橋立佳奈
總作畫監督：橋立佳奈、新垣一成、坂田理
防護服、魔導器設計原案：黑銀
魔導器設計：宮澤努
動作監修：木曾勇太
色彩設計：赤間三佐子
美術監督：鈴木朗
美術設定：平澤晃弘
攝影監督：榎本惠
編集：關一彥
3D總監督：名倉晉作
3D建模導演：島野達也
3DBG導演：山口直人
音響監督：龜山俊樹
音樂：中條美沙
動畫製作：Seven Arcs Pictures
配給：松竹
製作：NANOHA Reflection PROJECT
角色
高町奈葉（Nanoha Takamachi）　CV：田村由香里
菲特·T·哈洛溫（Fate T. Harlaown）　CV：水樹奈奈
八神疾風（八神哈雅貼，Hayate Yagami）　CV：植田佳奈
阿米蒂埃·弗洛利安（Amitie Florian）　CV：戶松遙
琦莉耶·弗洛利安（Kyrie Florian）　CV：佐藤聰美
伊莉絲（Iris）　CV：日笠陽子
席格娜（希葛藍姆／希格娜，Signum）　CV：清水香里
薇塔（威達／維塔，Vita）　CV：真田麻美
夏瑪爾（莎瑪兒／莎瑪露，Shamal）　CV：柚木涼香
札斐拉（扎飛拉，Zafira）　CV：一條和矢
琳芙斯II（Reinforce Zwei）　CV：尤加奈
亞麗沙·巴寧斯（愛麗莎·巴寧斯，Arisa Baningusu）　CV：釘宮理惠
月村鈴香（Suzuka Tsukimura）　CV：清水愛
琳蒂·哈洛溫（凌堤·哈洛溫／蓮達·哈洛溫，Lindy Harlaown）　CV：久川綾
艾爾芙（Alph）　CV：桑谷夏子
克羅諾·哈洛溫（庫羅諾·哈洛溫／卡羅諾·哈洛溫）　CV：高橋美佳子
艾蜜·里米艾塔（瑛美·里米艾塔）　CV：松岡由貴
尤諾·斯克萊亞（雄野·斯咕萊亞，Yuuno Scrya）　CV：水橋香織
迪亞琪（Dearche）　CV：植田佳奈
修緹露（Stern）　CV：田村由香里
萊維（Levi）　CV：水樹奈奈
尤莉（Yuri）　CV：阿澄佳奈
升騰之心（旭日之心／榮耀之心，Raising Heart）　CV：唐娜·柏克
雷光戰斧（巴魯迪修／巴爾迪修，Bardiche）　CV：凱文·J·英格蘭
烈焰魔劍（烈焰魔劍／雷坊廷／烈焰之劍，Laevatein）　CV：柿原徹也
審判巨槌（葛拉發權，Graf Eisen）　CV：柿原徹也

## 歌曲

### 主題歌
- 「Destiny's Prelude」
  - 作詞：水樹奈奈
  - 作曲：加藤裕介
  - 編曲：加藤裕介
  - 歌：水樹奈奈（國王唱片）

### 插入歌
- 「Invisible Heat」
  - 作詞：岩里祐穗
  - 作曲：丸山真由子
  - 編曲：清水武仁
  - 歌：水樹奈奈（國王唱片）

- 「盛夏的Honey Days」
  - 作詞：都築真紀
  - 作曲：中條美沙
  - 編曲：中條美沙
  - 歌：高町奈葉（CV：田村由香里）

## 外部連結
- （日語）魔法少女奈葉Reflection （页面存档备份，存于）